# Heves vármegye turisztikai látnivalóinak listája

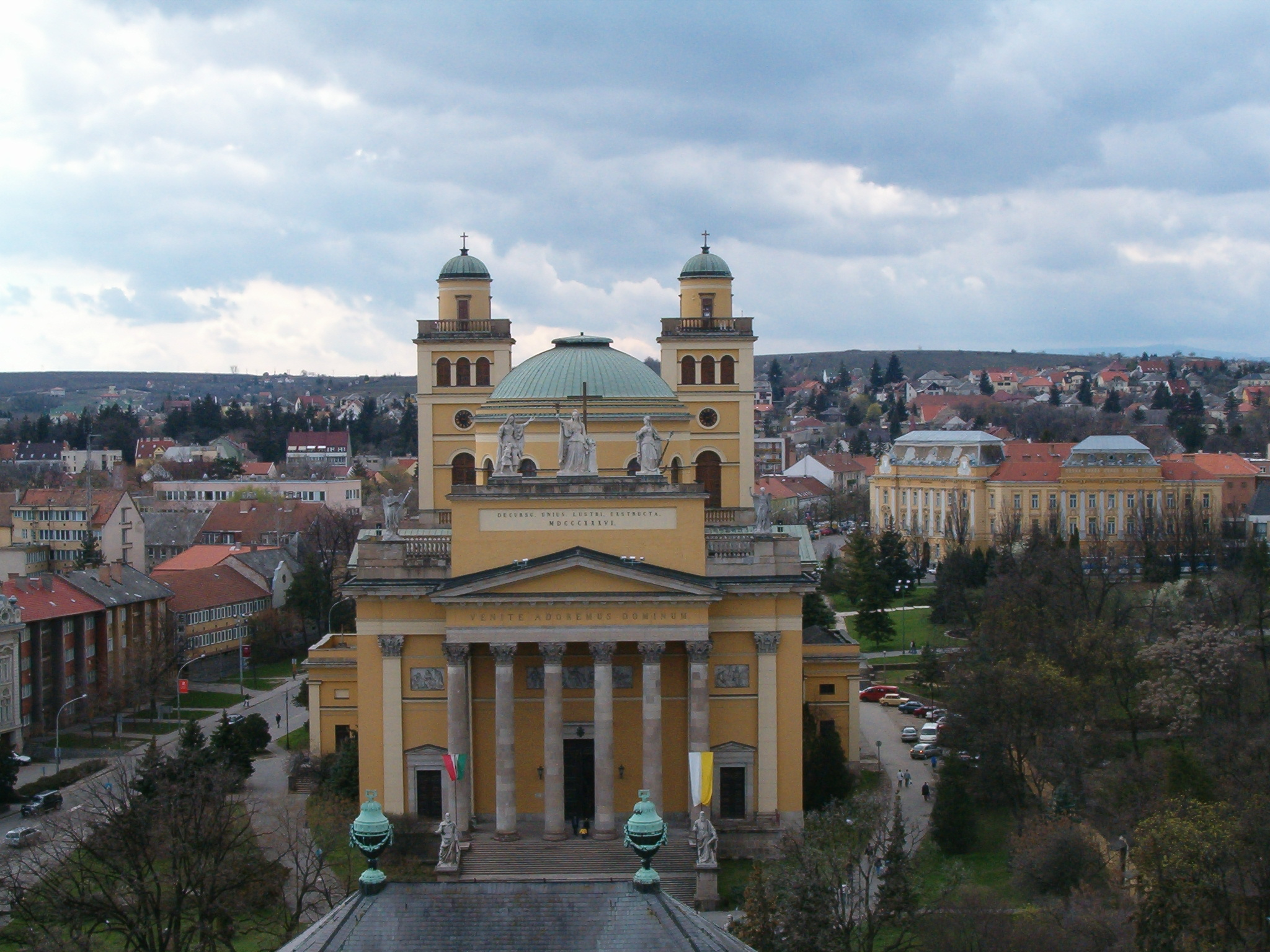
Az Egri Bazilika

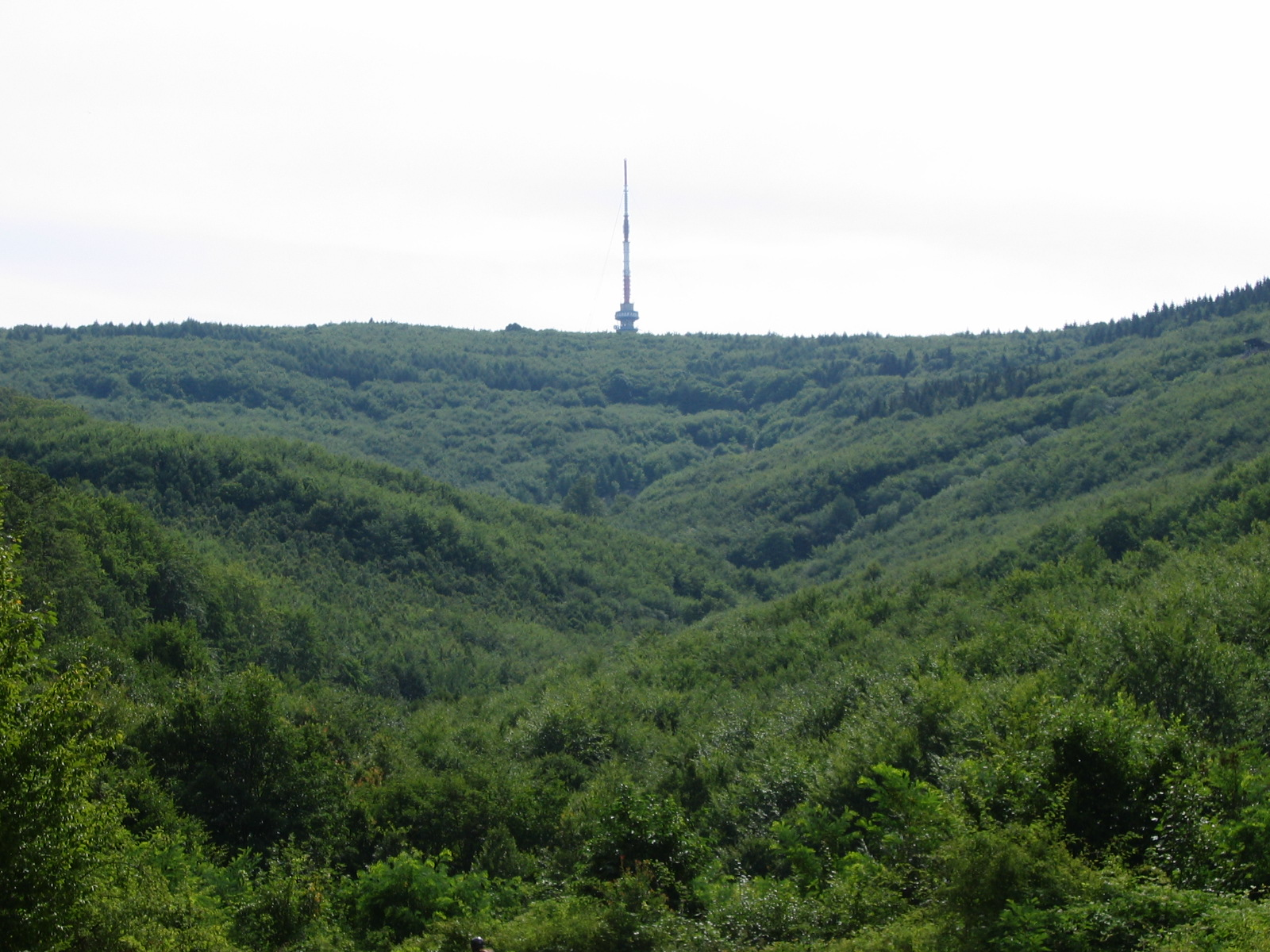
A Kékes tető, Magyarország legmagasabb pontja

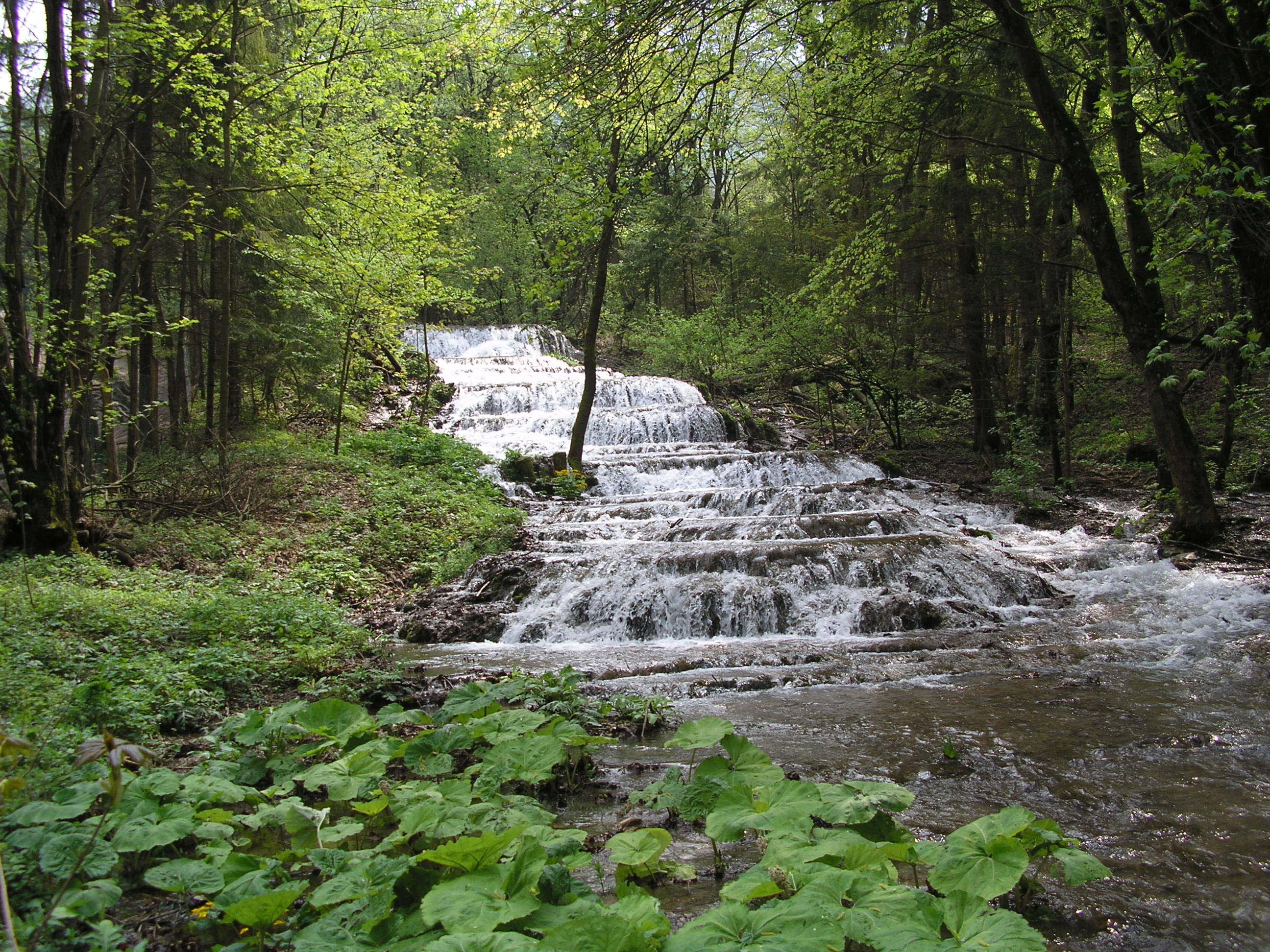
Fátyol-vízesés

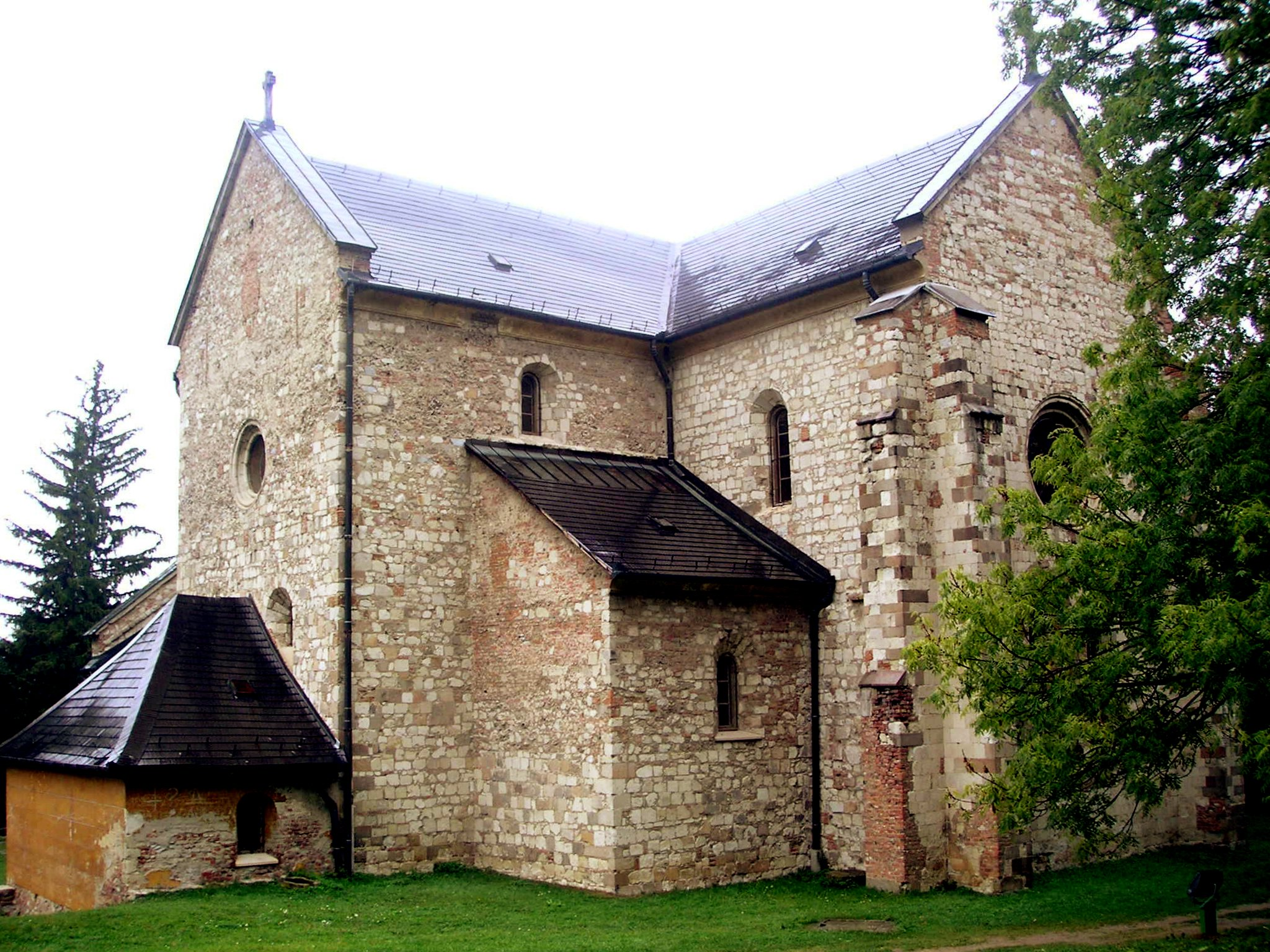
A bélapátfalvi templom

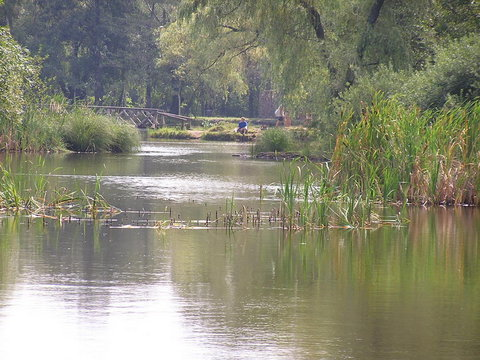
Sástó (Mátrai Tájvédelmi Körzet)

Ez a lista Heves vármegye ismert turisztikai látnivalóit tartalmazza (műemlékek, természeti értékek, programok).
Lásd még: 
- Heves vármegyei múzeumok listája
- Heves vármegye várai (képgaléria)
- Heves vármegye kulturális programjainak listája

## Eger
- Dobó István tér és az egri vár
- Egri főszékesegyház
- Érseki palotaegyüttes
- Egri minaret
- Líceum (az Eszterházy Károly Egyetem főépülete)
- Érsekkert
- Szépasszony-völgy

## Gyöngyös
- Orczy-kastély és parkja
- Mátravasút
- Szent Anna-tó
- Sár-hegy
- Kékes tető

## Szilvásvárad
- Erdődy-Pallavicini-kastély
- Szilvásváradi lipicai ménes
- Fátyol-vízesés
- Szalajka-völgy
- Szilvásváradi Erdei Vasút
- Istállóskői-barlang

## Más települések
- Bélapátfalva – ciszterci apátsági templom (román stílusú)
- Egerszalók – hőforrás, Egerszalóki-tó
- Erdőtelek
  - Buttler-kastély és arborétum
  - Erdőtelki égerláp
- Feldebrő – a Szent Márton-templom11. századi román stílusú altemploma
- Felsőtárkány
  - Felsőtárkányi Állami Erdei Vasút
  - Felsőtárkányi-tó
- Hatvan – Grassalkovich-kastély
- Kisnána – Kisnánai vár
- Mátraderecske – Kanázsvár
- Mátrafüred
  - Kozmáry-kilátó
  - Sástó
- Noszvaj – De la Motte-kastély
- Parád
  - Parádfürdő parkja
  - Ilona-völgyi-vízesés
- Recsk
  - Recski Nemzeti Emlékpark (A recski kényszermunkatábor helyén)
  - Vadgesztenyesor
- Parádsasvár – a Mátrai juhar emlékhelye
- Sirok – Siroki vár
- Sarud – Régi falukép
- Szarvaskő – Szarvaskői várrom

## Településen kívüli látnivalók
- Tisza-tó
- Bükki Nemzeti Park
- Bükki borvidék
- Mátrai Tájvédelmi Körzet